# Perlebreen
Perlebreen eller Tama Hyôga är en glaciär i Antarktis. Den ligger i Östantarktis. Norge gör anspråk på området. Perlebreen ligger 78 meter över havet.